# Komornictwo melzackie
Komornictwo pieniężnieńskie (melzackie) – jednostka administracyjna w obrębie Warmii z siedzibą w Pieniężnie (Melzak).
Komornictwo zostało utworzone na początku XIV wieku na terenie dawnych pruskich ziem Wewa i Plut nad rzeką Wałszą zaliczanych do Warmii plemiennej. Wraz utworzonym później komornictwem olsztyńskim podlegało kapitule warmińskiej we Fromborku.     
Komornictwo funkcjonowało do 1772 roku (zabór Warmii przez Królestwo Prus). Następnie znalazło się w granicach powiatu braniewskiego.

## Galeria

Herb kapituły warmińskiej i komornictwa melzackiego.

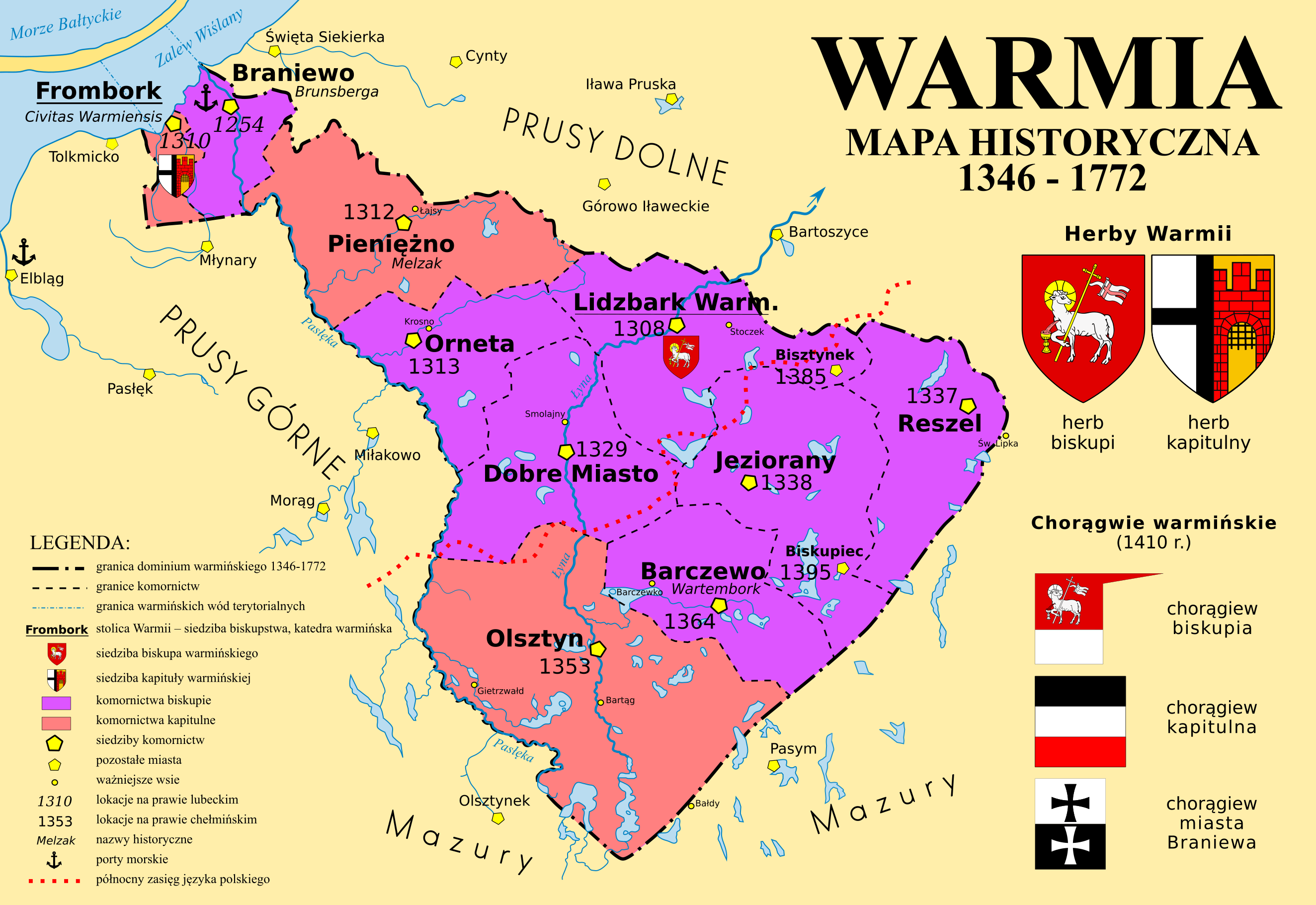
Mapa historyczna Warmii i jej komornictw

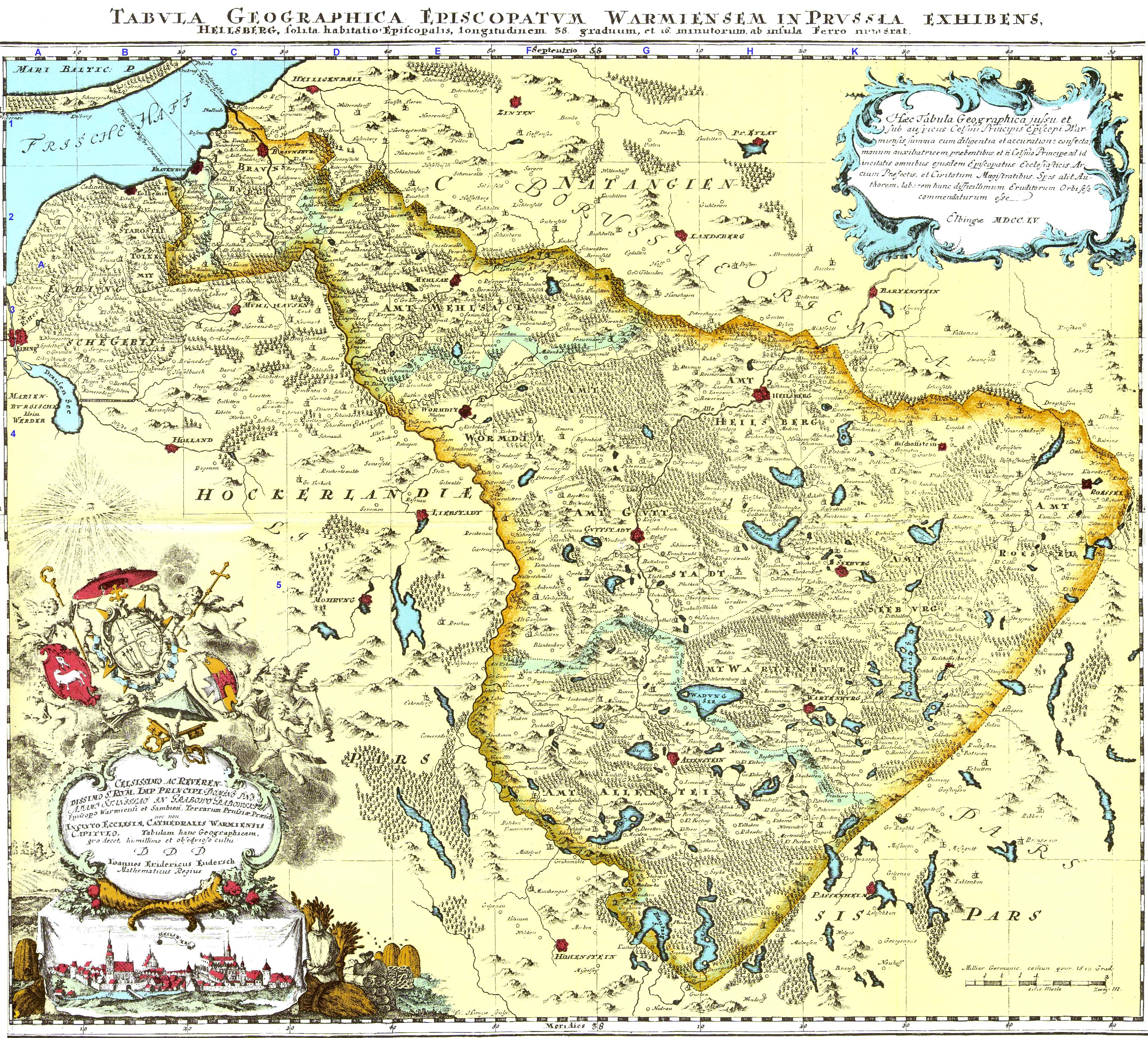
Jan Fryderyk Endersch, Mapa Świętej Warmii z 1755 roku